# توماس ساندرز
توماس ساندرز (بالإنجليزية: Thomas Sanders)‏ (18 أكتوبر 1809 - 25 مارس 1852) هو لاعب كريكت بريطاني (وحمل سابقاً جنسية المملكة المتحدة لبريطانيا العظمى وأيرلندا).